# Весёлые паровозики из Чаггингтона
«Весёлые паровозики из Чаггингтона» (англ. Chuggington) — английский мультсериал производства студии Ludorum, выпущенный 22 сентября 2008 года.
Действия мультсериала происходят в вымышленном городке Чаггингтоне. Центр города Чаггингтона — паровозное депо. Здесь обитают разные антропоморфные паровозики — взрослые и юные. Все паровозики дружно живут и неустанно трудятся, развозя вагоны с грузами в нужные места. Главные герои мультфильма — паровозики Уилсон, Брюстер и Коко. У каждого паровозика уникальный характер — кто-то любит веселиться, кто-то воображать, а кто-то вести себя осторожно или серьёзно. Кроме паровозов, в мультфильме есть и люди, большинство из них — механики и изобретатели.

## Персонажи

### Главные персонажи
- Уилсон (англ. Wilson) — паровозик-стажёр, будущий спасатель. Очень весёлый паровоз красного цвета. Любит веселиться, играть, дружит с другими паровозами. Любит бабочек.
- Брюстер (англ. Brewster) — осторожный тепловоз. Лучший друг Уилсона. Будущий инженер. Паровозик сине-жёлтого цвета.
- Коко (англ. Koko) — паровозик-девочка. Стажёр, будущий скоростной электровоз зелёного цвета. Любит хвастаться тем, что быстро ездит. Любит воображать. Дружит с Уилсоном и Брюстером.
- Ви (англ. Vee) — светофорчик. Главный диспетчер в Чаггингтоне. Она даёт поручения паровозикам.
- Данбар (англ. Dunbar) — паровоз-учитель. Учит паровозиков самому необходимому.
- Калли (англ. Calley) — паровозик-спасатель. В 4 сезоне она становится одним из членов рельсового патруля.
- Эмери (англ. Emery) — пассажирский поезд. Веселый, энергичный паровозик. Имеет свой уникальный сигнал.
- Фростини (англ. Frostini).— мороженщик, нарядный паровоз. Гордится собой. Любит называть себя «великолепный Фростини».
- Мтамбо (англ. Mtambo) — экскурсовод в сафари-парке. Мудрый паровоз. Попадал в разные приключения, иногда рассказывает о них юным паровозикам.
- Тут (Тутти) и Хут (Хутти) (англ. Toot and Hoot) — паровозики-близнецы. Всегда ездят вместе. Хут дальтоник, но не различает только красный и зелёный цвета.
- Зефи (англ. Zephie) — трамвайчик. Помощница Моргана. Очень кокетливая, любит воображать. Любит вертеться.
- Ходж (англ. Hodge) — помощник Эдди. Осторожный, серьёзный паровозик. Не любит, когда Эдди ему помогает.
- Старый паровоз Пит (англ. Old Puffer Pete) — самый старый паровоз в Чаггингтоне (из серии "Котёл для Пита" мы узнаём, что ему 150 лет). Очень много знает о правильной езде и загрузке вагонов. Носит очки. Не может запомнить имена паровозиков в Чаггингтоне, то и дело постоянно их коверкая.
- Олвин (англ. Olwin) — бабушка в Чаггингтоне.
- Эдди (англ. Eddie) — ремонтник Чаггингтона. Часто опаздывает на работу из-за того, что живёт очень далеко от Чаггингтона.
- Морган (англ. Morgan) — механик Чаггингтона.
- Ирвин (англ. Irving) — паровоз- уборщик.

### Второстепенные персонажи
- Гаррисон (англ. Harrison) — очень гордый, самовлюблённый паровоз.
- Спиди Макалистер (англ. Speedy McAllister) — бывший шахтёр. Трудолюбивый паровоз.
- Чезворт (англ. Chatsworth) — истинный англичанин. Гордится своим красивым белым корпусом и не любит пачкаться.
- Суперпоезд (англ. Action Chugger) — спасатель. Умеет высоко летать в небе и даже улетать в космос.
- Скайлар (англ. Skylar) — учитель. Учит паровозиков стать спасателями. Появляется в конце 3-го сезона.
- Пайпер (англ. Piper) — самый маленький паровозик в Чаггингтоне. Ещё не умеет правильно ездить, поэтому качается, как неваляшка. Появляется в конце 3-го сезона.
- Дека (англ. Decka) — нарядный двухэтажный трамвай. Бабушка в Чаггингтоне. Появляется в конце 3-го сезона.
- Лори (англ. Lori) — помощница Моргана. Вручает медали паровозикам. Учится в колледже.
- Доктор Линг (англ. Dr. Ling) — изобретательница.
- Карен (англ. Karen) — работница каменоломни.
- Мистер Симкинс (англ. Mr. Simpkins) — экзаменатор паровозиков. Очень строгий. Не любит шутки. Появляется только в серии "Коко на экзамене".
- Мистериозо (англ. Magnificent Mysterioso) — маг и фокусник.
- Вики (англ. Vicky) — смотритель в сафари-парке.
- Доктор Гуслин (англ. Dr. Gosling) — ветеринар.
- Феликс (англ. Felix) — фермер.
- Рэг Барнстэпл (англ. Rag Barnstaple) — журналист.
- Гоуи (англ. Gowie) — диспетчер.
- Мэр Пуллман (англ. Mayor Pullman) — мэр Чаггингтона.
- Кнот (англ. Mr. Knot) — помощник мэра.
- Фредди (англ. Freddie) — путешественник.
- Эбо (англ. Ebo) — слон в сафари-парке. Любит проказничать.
- Медбрат Дэвид (англ. Medbrat David)
- Король Буффертонии (англ. King of Buffertonia)
- Джэкмен (англ. Jackman) — шеф рельсового патруля. Наставник Уилсона в 4 сезоне.
- Ашер (англ. Asher) — пожарный рельсового патруля.
- Кормак (англ. Cormac) — погрузчик в депо, местный «Петросян».
- Зак (англ. Zack) — шеф инженеров. Наставник Брюстера в 4 сезоне.
- Ханзо (англ. Hanzo) — скоростной электровоз. Наставник Коко в 4 сезоне.
- Пэйч (англ. Payce) — туннельный паровозик из Туттингтона.
- Тайн (англ. Tyne) — инженер.
- Флетч (англ. Fletch) — инженер.

## Роли дублировали
- Жанна Никонова — Уилсон (1—4 сезоны), Тутти (1—4 сезоны), Лори, Кали (3—4 сезоны), Пайпер, Пэйч (4 сезон)
- Ольга Зверева — Уилсон (5 сезон), Тутти (5 сезон)
- Наталья Казначеева — Брюстер, Ви, Олвин, Тайн
- Ольга Шорохова — Коко (1—3, 5 сезоны), Зефи (1—3, 5 сезоны), Ходж (1—3, 5 сезоны), Пэйч (5 сезон), Хутти (1—3, 5 сезоны), Карен, голос сканера в мастерской
- Ольга Голованова — Коко (4 сезон), Зефи (4 сезон), Ходж (4 сезон), Хутти (4 сезон)
- Игорь Тарадайкин — Пит, Данбар, Гариссон, Фростини, Суперпоезд, Джекмэн, Зак, Мтамбо
- Евгений Вальц — Морган, Эдди, Кали (1—2, 5 сезоны), Эмери, Чезворт, Флетч, Ханзо, Ашер